# Allogamus fuesunae
Allogamus fuesunae là một loài Trichoptera trong họ Limnephilidae. Chúng phân bố ở miền Cổ bắc.